# Militärflugplatz Kecskemét

i7
i11
i13
Der Militärflugplatz Kecskemét (ungarisch MH 59. Szentgyörgyi Dezső repülőbázis, ICAO-Code: LHKE) ist ein ungarischer Militärflugplatz der ungarischen Luftstreitkräfte. Er liegt im Komitat Bács-Kiskun am östlich Stadtrand von Kecskemét, knapp 100 km südsüdöstlich von Budapest. Die Basis ist Heimatstützpunkt der ungarischen Kampf- und Transportflugzeuge.
Eine zivile Mitnutzung ist geplant.

## Geschichte
Bereits vor dem Zweiten Weltkrieg war der Flugplatz ein Stützpunkt der ungarischen Luftstreitkräfte. Diese nutzen ihn während des Kriegs als Heimatstützpunkt der 3. Kurzstrecken-Aufklärungsgruppe.
Während des Kriegs wurde er von der deutschen Luftwaffe im Frühjahr 1941 im Verlauf des Balkanfeldzugs mitgenutzt und im weiteren Kriegsverlauf 1941/42 als Zwischenstopp für Flüge auf den Balkan, insbesondere Rumänien. In 1943 begann der Ausbau zu einer größeren Basis inklusive des Baus einer Beton Start- und Landebahn.
Von April bis August 1944 waren hier Me 323 des I. Gruppe des Transportgeschwader 5 (I./TG 5). Diese wurden im Sommer 1944 wiederholt zum Ziel amerikanischer Jagdbomber-Angriffen der Fifteenth Air Force.
Während des Kalten Kriegs beherbergte die Basis ungarische Jagdflieger.
Bei Auflösung des Warschauer Pakts Anfang der 1990er Jahre war der Flugplatz Basis des 59. Jagdfliegerregiments, 59. Harcászati Repülo Ezred (59.HRE) „Szentgyörgyi Dezso“, benannt nach dem erfolgreichsten ungarischen Jagdflieger während des Zweiten Weltkriegs. Das Geschwader war mit zwei Staffeln MiG-21MF/UM ausgerüstet.
Die ersten MiG-29 trafen 1993 beim 59. Regiment ein, dass seine MiG-21 in der Folgezeit außer Dienst stellte bzw. an das 47. Regiment in Pápa abgab. Ein Jahr später erhielt Ungarn 1994 von Deutschland gebraucht überlassene L-39ZO aus NVA-Beständen, die letztendlich in Kecskemét stationiert wurden.
Ende März 2006 trafen die ersten geleasten Saab JAS 39C/D „Gripen“ bei der 1. Staffel ein, die zunächst noch einige Jahre parallel neben den MiG-29 geflogen wurden. Die alleinige Verantwortung für die Sicherung des ungarischen Luftraums übernahm die „Gripen“ Ende 2010. Die von der 2. Staffel geflogenen L-39 wurden Ende 2009 außer Dienst gestellt, gefolgt zwei Jahre später von den letzten MiG-29 des Geschwaders.
Nach 9-11 wurden die 1997 außer Dienst gestellten Transportflieger reaktiviert und in Kecskemét wurde eine An-26-Lufttransportstaffel aufgestellt.
Im Jahr 2015 verlegten US-amerikanische F-15 der Oregon Air National Guard vorübergehend auf den ungarischen Platz.
Die Modernisierung der Transportflotte begann 2017 mit dem Erwerb zweier ehemaliger Air Berlin Airbus A319-112 und in den folgenden Jahren Falcon 7X. Nach Außerdienststellung der letzten beiden An-26 2020 sollen 2023/24 zwei Embraer C-390 die Modernisierung der Transportflotte komplettieren.

## Heutige Nutzung
Der Flugplatz beheimatet zurzeit (2020) die 59. Basis, MH 59. Harcászati Repülö Bázis „Szentgyörgyi Deszö“, der drei fliegende Staffeln unterstellt sind.
- 1. Vadászrepülö Század „Puma“, Kampfstaffel, ausgerüstet mit JAS 39C/D
- 2. Vadászrepülö Század „Dongo“, Gripen-Umschuleinheit, leiht sich ihre JAS 39C und D von der 1. Staffel
- 3. Szallitó Repülö Század „Teve“, Lufttransportstaffel, ausgerüstet mit A319-112 (seit 2017) und Falcon 7X (seit 2018).

## Sonstiges
Seit der Wende im Jahr 1990 finden hier regelmäßig große Flugtage statt, die „Kecskemét Air Show“. Darüber hinaus gab es während des Kalten Kriegs am anderen Ende der Stadt einen weiteren Militärflugplatz:

### Kecskemét-Kadafalva
Der Hubschrauberlandeplatz, der westlich der heutigen Autobahn M5 lag, entstand 1970 für sowjetische Truppen. Er war unter anderem Basis von Mi-24-Kampfhubschraubern. Nach dem Abzug der Sowjettruppen wurde das Areal der Konversion zugeführt und in ein Gewerbegebiet umgewandelt.